# Sistranda
Sistranda är en tätort i Frøya kommun i Trøndelag fylke i mellersta Norge. Orten ligger vid fylkesväg 714 på den östra delen av ön Frøya. Den utgör kommunens centralort såväl som största tätort.